# Runcorn
Runcorn är en stad i kommunen Borough of Halton i grevskapet Cheshire i nordvästra England. Folkmängden uppgick till 61 789 invånare 2011, på en yta av 19,78 km². Staden ligger vid floden Mersey, där bron Silver Jubilee Bridge förbinder Runcorn med den jämnstora staden Widnes på andra sidan.